# Shigeru
Shigeru (jap. しげる, シゲル) – męskie imię japońskie.

## Znane osoby
- Shigeru Ban (茂), japoński architekt
- Shigeru Chiba (繁), japoński aktor i seiyū
- Shigeru Inoda (繁), japoński astronom
- Shigeru Ishiba (茂), japoński polityk
- Shigeru Izumiya (しげる), japoński poeta, aktor i muzyk folkowy
- Shigeru Kasamatsu (茂), japoński gimnastyk
- Shigeru Miyamoto (茂), dyrektor i główny manager do spraw rozrywki i analizy w firmie Nintendo
- Shigeru Mizuki (しげる), japoński mangaka
- Shigeru Ōyama (茂), twórca stylu Oyama Karate
- Shigeru Yoshida (茂), japoński polityk, premier

## Fikcyjne postacie
- Shigeru Akagi (しげる), główny bohater mangi i anime Akagi
- Shigeru Okido (シゲル) / Gary Oak, bohater pierwszej serii Pokémon